# Joseph Thulis
Jacques Joseph Thulis, né le 6 juin 1748 à Marseille et mort le 23 janvier 1810 à Marseille, est un astronome français.

## Biographie
Jacques Joseph Thulis est né dans une famille de riches négociants ; son père Pierre Thulis et son frère Jean-Baptiste sont respectivement 2e échevin en 1753 et 1er échevin en 1788. Après des études faites au collège des jésuites, joseph est envoyé au Caire pour y diriger une succursale de la maison paternelle ; il y reste un peu plus de six ans. Il rentre à Marseille en 1772 et se consacre aux mathématiques, à la physique et à l'astronomie. En 1786 il se rend à Hyères où un observatoire pourvu de bonnes installations de fabrication anglaise a été installé par le duc de Saxe-Gotha. En compagnie de ce dernier et de Franz Xaver von Zach il entreprend un voyage en Italie pour visiter les principaux observatoires de ce pays.

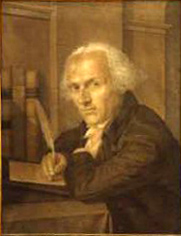
Portrait de Joseph Thulis.

Il est élu le 20 novembre 1782 à l’Académie de Marseille.  L'observatoire de Marseille possède un dessin à la mine de plomb représentant le portrait de cet astronome.